# Salt Creek (Oregon)
Salt Creek az Amerikai Egyesült Államok északnyugati részén, Oregon állam Polk megyéjében elhelyezkedő önkormányzat nélküli település.
Az európai telepesek által alapított település temetőjében 1847-ből származó sírhelyek is találhatóak. A névadó Só-patakot a partjain elhelyezkedő ásványtömbökről nevezték el.
A James B. Riggs által vezetett posta 1852 és 1903 között működött. Riggs szomszédjai Charles, Jesse és Lindsay Applegate voltak.

## Fordítás
- Ez a szócikk részben vagy egészben  a   Salt Creek, Oregon című angol Wikipédia-szócikk ezen változatának fordításán alapul.  Az eredeti cikk szerkesztőit annak laptörténete sorolja fel. Ez a jelzés csupán a megfogalmazás eredetét és a szerzői jogokat jelzi, nem szolgál a cikkben szereplő információk forrásmegjelöléseként.